# Oranienburger Straße
Ne doit pas être confondu avec Oranienstraße.
L'Oranienburger Straße (« rue d'Oranienbourg ») est une voie de Berlin en Allemagne.

## Situation et accès
Située en plein cœur de Berlin, dans le quartier de Mitte, elle s'étend le long de la rive nord de la Sprée, allant du Hackescher Markt, au sud-est, jusqu'à la Friedrichstraße, près de la porte d'Oranienbourg, au nord-ouest.
Célèbre pour sa vie nocturne et également connue pour être un lieu de prostitution, la rue est particulièrement fréquentée, aussi bien le jour que la nuit. Elle est jalonnée de bars et restaurants, et de commerces.

## Origine du nom
La rue tire son nom de la ville de Oranienburg, située au nord de Berlin.

## Historique
L'origine de la rue remonte au XIIIe siècle, où elle portait le nom de « Spandauer Heerweg ». À l'époque, elle servait de lien entre la porte de Spandau des fortifications de Berlin (de) et la ville de Spandau.

## Bâtiments remarquables et lieux de mémoire
La nouvelle synagogue de Berlin, construite de 1859 à 1866 d'après les plans d'Eduard Knoblauch et de Friedrich August Stüler, et l'ancien squat Tacheles se trouvent sur l'Oranienburger Straße. Le château de Monbijou se trouvait sur le côté sud de cette rue sur ce qui correspond aujourd'hui au parc public Monbijoupark.